# SMART Университет
SMART Университе́т (до 1991 — Политехни́ческие ка́дры, в 1991—2018 — Технопо́лис) — газета Южно-Уральского государственного университета. Первый выпуск «Политехнических кадров» — органа партийной, профсоюзной, комсомольской организаций и дирекции Челябинского политехнического института — вышел в виде двухполосного листа формата А3 в декабре 1956 года. С 1999 выходила на базе кафедры журналистики ЮУрГУ. Сегодня структурно входит в состав Управления по внеучебной работе ЮУрГУ. Газета зарегистрирована Управлением Федеральной службы по надзору в сфере связи, информационных технологий и массовых коммуникаций по Челябинской области.
Авторы большинства статей — студенты и сотрудники университета. С 1962 при редакции работала школа молодого журналиста (руководитель — Лариса Битеева). Газета «Политехнические кадры», её авторы и корреспонденты неоднократно становились победителями и лауреатами корпоративных, городских, региональных и всероссийских конкурсов и международных фестивалей СМИ..
По состоянию на 9 октября 2024 года вышел 1961 выпуск суммарным тиражом более 3,6 млн экземпляров.
Газета «Технополис» — лауреат IX фестиваля СМИ Челябинской области (2007).

## Главные редакторы
- Гиля Палей
- Сергей Тулинский
- Павел Большаков
- Михаил Богуславский (2003—2006)
- Юлия Тарасова (2006—2007[7])
- Андрей Глушков
- Надежда Юшина